# Lupin
Lupin (Lupinus tidligere også kaldet ulvebønne) er en planteslægt af urter (mest stauder) og små buske. Den er udbredt i Europa, Mellemøsten og Nordafrika (underslægten Lupinus), og i Nord- og Sydamerika (underarten Platycarpos). Her nævnes kun de arter og hybrider, som er almindeligt udbredt i Danmark.
| Tilhørende underslægten Lupinus |

- Gul lupin (Lupinus luteus), der findes naturligt i Portugal, Spanien og på de ægæiske øer
- Regnbuelupin (Lupinus x regalis), som er kunstigt frembragte krydsninger, såkaldte Russel-hybrider.
- Smalbladet lupin (Lupinus angustifolius), der er naturligt udbredt i Sydeuropa, Nordafrika og Mellemøsten.

| Tilhørende underslægten Platycarpos |

- Lupinus mutabilis'': Fødevare fra Peru (der kaldet ”chocho” eller ”tarwi”)
- Mangebladet lupin (Lupinus polyphyllus): også kaldet staudelupin
- Lupinus texensis: Delstatsblomst for Texas
- Nutkalupin (Lupinus nootkatensis): Vinterhårdfør, meget brugt i Island til beplantning af lavamarker.